# Gen Shōji
Gen Shōji (昌子 源, Shōji Gen), né le 11 décembre 1992 à Kobe, est un footballeur international japonais évoluant au poste de défenseur central au FC Machida Zelvia.

## Biographie

### En club

#### Kashima Antlers
Gen Shōji est notamment formé au Gamba Osaka avant de signer son premier contrat aux Kashima Antlers.
Shōji dispute son premier match professionnel le 12 octobre 2011 contre le Tsukuba University FC lors d'un succès 2-0 en Coupe de l'Empereur où il est titulaire. Il participe également au match retour le 16 novembre suivant, remporté 2-0.
Shōji joue son premier match de J1 League le 24 mars 2012 en remplaçant Yasushi Endo face au Sanfrecce Hiroshima (défaite 2-0). Il est principalement sur le banc tout a long de la saison 2012, prenant part à neuf matchs de championnat. Le 8 septembre 2012, Shōji marque son premier but pour le club en Coupe de l'Empereur, participant à un large succès 7-1 aux dépens du Tsukuba University FC. Il finit la saison avec dix-huit matchs et un but.
Sa progression est néanmoins stoppée au cours de la saison 2013. Shōji est victime d'une blessure en milieu de saison et doit quitter les terrains, manquant 21 rencontres possibles en J1 League. Revenu en forme en 2014, le Japonais s'installe définitivement comme un titulaire indiscutable au sein du club où il joue l'intégralité des matchs de championnat.
Shōji participe à la Ligue des champions d'Asie en 2015.
Il dispute avec cette équipe la Coupe du monde des clubs de la FIFA en 2016. Il atteint la finale de cette compétition, en étant battu par le Real Madrid.

#### Toulouse FC
Le 29 décembre 2018, les Kashima Antlers officialisent un accord avec le Toulouse FC pour le transfert de Shōji. Il signe un contrat de trois ans et demi contre trois millions d'euros.
Shōji joue son premier match en tant que titulaire contre le Nîmes Olympique en Ligue 1 le 19 janvier 2019, qui finit sur une victoire 1-0 de Toulouse. Il accapare d'emblée une place de titulaire chez les Violets aux côtés de Christopher Jullien et dispute dix-huit rencontres de championnat.
À la mi-août 2019, Shōji subit une blessure aux ischio-jambiers qui l'empêche de commencer la saison 2019-2020. Le Japonais est le défenseur central le plus expérimenté de l'effectif et à la suite du départ de Jullien, on attend de lui de mener la défense toulousaine. Son entraîneur Alain Casanova analyse sa situation et avance qu'il « doit encore s’adapter, trouver des automatismes », ajoutant qu'il  « arrivait d’un championnat plutôt facile au Japon. Maintenant, il dispute des matchs de niveau international tous les week-ends, ça n’a rien d’évident pour lui ». Mais fréquemment blessé et concurrencé à son poste, Shōji ne joue qu'un match en septembre 2019 lors d'une défaite 0-2 contre Angers où il sort sur blessure. C'est sa dernière apparition sous le maillot des Violets avant son départ au mercato hivernal.
Selon La Dépêche du Midi, Shōji se sentait coupable de ne pas pouvoir aider le club, à cause de sa blessure, alors qu'il traversait un moment délicat, étant relégable au moment de son départ. Sa difficulté à s'adapter à la culture occidentale serait l'une des causes de son départ.

#### Gamba Osaka
Le 3 février 2020, Shōji retourne au Japon et signe pour le Gamba Osaka. Bien que le prix soit tenu secret, la presse japonaise révèle que le Gamba a payé la somme de 850 000 euros pour racheter le contrat du joueur au Téfécé.

### En équipe nationale
Gen Shōji reçoit sa première sélection en équipe du Japon le 31 mars 2015, en amical contre l'Ouzbékistan (victoire 5-1).
En 2015, il est retenu par le sélectionneur Javier Aguirre afin de participer à la Coupe d'Asie des nations organisée pour la première fois en Australie. Il ne joue toutefois aucun match lors de cette compétition.
Il marque son premier but en équipe nationale face à la Chine (victoire 2-1) lors de la coupe d'Asie de l'Est de football 2017.
En mai 2018, il est sélectionné par l’entraîneur Akira Nishino pour représenter le Japon à la Coupe du Monde 2018. Il y dispute trois des quatre matchs du Japon, dont la défaite en huitièmes de finale face à la Belgique (3-2).

## Statistiques

### Statistiques détaillées
| Saison                | Club                  | Championnat           | Championnat | Championnat | Coupe nationale | Coupe nationale | Coupe de la Ligue | Coupe de la Ligue | Supercoupe | Supercoupe | Compétition(s) continentale(s) | Compétition(s) continentale(s) | Compétition(s) continentale(s) | Coupe du monde des clubs | Coupe du monde des clubs | Japon | Japon | Total | Total |
| Saison                | Club                  | Division              | M.          | B.          | M.              | B.              | M.                | B.                | M.         | B.         | Comp.                          | M.                             | B.                             | M.                       | B.                       | M.    | B.    | M.    | B.    |
| 2011                  | Kashima Antlers       | J1 League             | 0           | 0           | 2               | 0               | -                 | -                 | -          | -          | -                              | -                              | -                              | -                        | -                        | -     | -     | 2     | 0     |
| 2012                  | Kashima Antlers       | J1 League             | 9           | 0           | 4               | 1               | 5                 | 0                 | -          | -          | -                              | -                              | -                              | -                        | -                        | -     | -     | 18    | 1     |
| 2013                  | Kashima Antlers       | J1 League             | 4           | 0           | -               | -               | 1                 | 0                 | -          | -          | -                              | -                              | -                              | -                        | -                        | -     | -     | 5     | 0     |
| 2014                  | Kashima Antlers       | J1 League             | 34          | 2           | -               | -               | 6                 | 0                 | -          | -          | -                              | -                              | -                              | -                        | -                        | -     | -     | 40    | 2     |
| 2015                  | Kashima Antlers       | J1 League             | 29          | 3           | -               | -               | 4                 | 0                 | -          | -          | AFC                            | 5                              | 0                              | -                        | -                        | 1     | 0     | 39    | 3     |
| 2016                  | Kashima Antlers       | J1 League             | 34          | 1           | 4               | 0               | 2                 | 1                 | -          | -          | -                              | -                              | -                              | 4                        | 0                        | 1     | 0     | 45    | 2     |
| 2017                  | Kashima Antlers       | J1 League             | 34          | 1           | 3               | 1               | -                 | -                 | 1          | 0          | AFC                            | 8                              | 0                              | -                        | -                        | 8     | 1     | 54    | 3     |
| 2018                  | Kashima Antlers       | J1 League             | 16          | 1           | 2               | 0               | 1                 | 0                 | -          | -          | AFC                            | 9                              | 0                              | 2                        | 0                        | 5     | 0     | 35    | 1     |
| Sous-total            | Sous-total            | Sous-total            | 160         | 8           | 15              | 2               | 19                | 1                 | 1          | 0          | -                              | 22                             | 0                              | 6                        | 0                        | 15    | 1     | 238   | 12    |
| 2018-2019             | Toulouse FC           | Ligue 1               | 18          | 0           | 2               | 0               | -                 | -                 | -          | -          | -                              | -                              | -                              | -                        | -                        | 3     | 0     | 23    | 0     |
| 2019-2020             | Toulouse FC           | Ligue 1               | 1           | 0           | 0               | 0               | -                 | -                 | -          | -          | -                              | -                              | -                              | -                        | -                        | 0     | 0     | 1     | 0     |
| Sous-total            | Sous-total            | Sous-total            | 19          | 0           | 2               | 0               | -                 | -                 | -          | -          | -                              | -                              | -                              | -                        | -                        | 3     | 0     | 24    | 0     |
| 2020                  | Gamba Osaka           | J1 League             | 0           | 0           | 0               | 0               | 0                 | 0                 | -          | -          | -                              | -                              | -                              | -                        | -                        | -     | -     | 0     | 0     |
| Sous-total            | Sous-total            | Sous-total            | 0           | 0           | 0               | 0               | 0                 | 0                 | -          | -          | -                              | 22                             | 0                              | -                        | -                        | -     | -     | 22    | 0     |
| Total sur la carrière | Total sur la carrière | Total sur la carrière | 179         | 8           | 17              | 2               | 19                | 1                 | 1          | 0          | -                              | 22                             | 0                              | 6                        | 0                        | 18    | 1     | 262   | 12    |

## Palmarès
Kashima Antlers
- Vainqueur de la Ligue des champions de l'AFC en 2018
- Vainqueur du Championnat du Japon en 2016
- Vainqueur de la Coupe du Japon en 2016
- Vainqueur de la  Coupe de la Ligue japonaise en 2012 et 2015
- Finaliste de la Coupe du monde des clubs en 2016